# Terra Battle
Terra Battle fue un videojuego de rol desarrollado por el estudio Mistwalker con sede en Hawái. Fue lanzado para dispositivos iOS y Android el 9 de octubre de 2014. Fue producido por Hironobu Sakaguchi, el creador de la serie Final Fantasy, con música de Nobuo Uematsu de la misma serie. El juego también contó con ilustraciones de Kimihiko Fujisaka, quien ha contribuido a obras como The Last Story y Drakengard. El servicio de Terra Battle se suspendió en junio de 2020.

## Modo de juego
El juego se juega como un juego de rol táctico basado en fichas, con elementos de juegos de cartas coleccionables y videojuegos de rompecabezas también.

## Desarrollo
Los primeros informes del juego provienen de junio de 2014, cuando Mistwalker registró el nombre de Terra Battle. El juego se reveló oficialmente a través de Famitsu el 1 de julio de 2014. El juego fue lanzado en iOS y Android el 9 de octubre de 2014.
Para promocionar el juego, Sakaguchi eligió crear un nuevo modelo de lanzamiento de contenido. Inspirado en Kickstarter, creó un medio llamado "Download Starter", donde se crearía nuevo contenido en función de la cantidad de descargas que recibiría el juego. Disfrutó de la participación de los fanáticos que vino con las campañas de KickStarter, pero no le gustó la idea de que los fanáticos financiaran directamente el desarrollo. En cambio, eligió el modelo "Download Starter", que tenía como objetivo crear interés en el juego después de que ya se había creado. Con 100.000 descargas, se creó más música de Nobuo Uematsu para el juego. Después de que el juego se descargó 1,6 millones de veces, el compositor Kenji Ito se unió al proyecto, y el compositor de la serie Kingdom Hearts, Yoko Shimomura, se unió a él después de que el juego se descargó 1,7 millones de veces. Para conmemorar el hito de 1.800.000 descargas, se agregó al juego una nueva pista musical del famoso compositor de la serie Chrono, Yasunori Mitsuda. El hito final, con dos millones de descargas, habría sido lanzar una versión del juego en consolas. Los servidores del juego se cerraron el 30 de junio de 2020.

## Recepción
La versión de iOS recibió críticas "favorables" según el sitio web de agregación de reseñas Metacritic. 
Pocket Gamer describió su reacción a la versión preliminar del juego como "cautelosamente optimista", afirmando que el juego era "un juego de rol reducido a sus huesos más básicos y ... funciona sorprendentemente bien". al tiempo que cita la preocupación con los gráficos mínimos y el modelo de pago gratuito. Joystiq jugó una versión disponible para jugar en PAX Prime 2014 y afirmó que, si bien el juego fue abrumadoramente frenético al principio, "la acción de deslizarse y moverse fue lo suficientemente innata y agradable como para fomentar el juego continuo".Game Informer elogió la jugabilidad central, pero expresó su preocupación por los efectos a largo plazo de los períodos de tiempo de espera impuestos por el juego.

## Legado
En junio de 2017, Mistwalker anunció una secuela y un spin-off del juego, titulados respectivamente Terra Battle 2 y Terra Wars, tanto para Android como para iOS. Terra Battle 2 se lanzó el 21 de septiembre de 2017, pero su falta de éxito llevó a que se suspendiera, se eliminó de las tiendas el 3 de junio de 2018 y sus servidores se cerraron en septiembre de 2018.